# Guineoeuops kutubus
Guineoeuops kutubus es una especie de coleóptero de la familia Attelabidae.

## Distribución geográfica
Habita en Papúa Nueva Guinea.